# GNV Bridge
GNV Bridge è un traghetto appartenente alla compagnia di navigazione italiana GNV.

## Caratteristiche
La nave, unità ro-pax con una stazza lorda di circa 32.000 tonnellate e 203 metri di lunghezza, è dotata di un impianto scrubber di ultima generazione, capace di garantire una minimizzazione delle emissioni in atmosfera e sviluppa una velocità di crociera di 24 nodi. È dotata di servizi di bordo confortevoli e in linea con gli standard della compagnia – tra cui ristorante, self service, bar e 157 cabine – e può trasportare circa 1.000 passeggeri.
Ad Aprile 2021 nel Cantiere San Marco di Trieste è stato installato un prototipo di vela per la propulsione ausiliaria chiamata “Wing Sail Module”  in scala 1/3.

## Servizio
La nave verrà consegnata nel maggio del 2021, e opererà da luglio sulle nuove rotte per le isole Baleari.
Il 26 maggio 2021 la GNV Bridge viene consegnata a GNV cambiando bandiera da quella cipriota a quella italiana e di conseguenza cambia anche il porto di registrazione da Limassol a Venezia.
Al 31 maggio 2021 si trova a Genova in attesa di entrare in servizio.
Da metà giugno 2021 inizia a servire la rotta Genova-Palermo in coppia con le navi Excelsior e Forza in attesa di prendere servizio nelle rotte con le Isole Baleari.
Il 6 luglio 2021 prende servizio fra Barcellona - Palma di Maiorca e Ibiza.
L’8 settembre 2021 viene annunciato l’apertura del collegamento con l’isola di Minorca, sul quale sarà impiegato la GNV Sealand, mentre la GNV Bridge viene spostata sulla rotta Valencia - Palma di Maiorca - Ibiza.
Da marzo a fine aprile 2025 viene noleggiato alla Caronte & Tourist ed impiegato sulla Salerno-Messina in sostituzione del Cartour Delta. Successivamente, torna regolarmente in servizio nei collegamenti tra Valencia e Palma di Maiorca.

## Incidenti
Il 28 marzo 2021, durante le prove in mare dopo il varo, la nave si è arenata nel basso fondale del canale di Albarella, poco distante dal Cantiere Navale Visentini di Porto Viro, in cui è stata costruita.
Dopo dodici ore la nave è stata disincagliata con l'aiuto di due rimorchiatori e dell'alta marea, proseguendo il giorno successivo le prove in mare. 

## Navi gemelle
Segue l'elenco delle navi con il loro nome attuale. Le seguenti navi, pur seguendo una linea estetica quasi identica, si differenziano tra loro per alcuni particolari.
- Ciudad de Valencia (IMO 9869722)
- Hedy Lamarr (IMO 9498743)
- Cartour Delta (IMO 9539042)
- Epsilon (IMO 9539054)
- Livia (IMO 9420423)
- GNV Sealand (IMO 9435454)
- Norman Atlantic (IMO 9435466; demolita nel 2019)
- Stena Flavia (IMO 9417919)
- Connemara (IMO 9349760)
- Stena Horizon (IMO 9332559)
- Corfù (IMO 9349758)
- Stena Scandica  (IMO 9329849)
- Stena Baltica (IMO 9329851)
- Ciudad de Palma (IMO 9349772)